# Pinselschwanzbeutler
Die Pinselschwanzbeutler (Phascogale), auch Pinselschwanz-Beutelmäuse genannt, bilden eine Beuteltiergattung innerhalb der Familie der Raubbeutler (Dasyuridae). Die Gattung umfasst drei Arten, den Großen Pinselschwanzbeutler (Phascogale tapoatafa), den Kleinen Pinselschwanzbeutler (Phascogale calura) und den Nördlichen Pinselschwanzbeutler (Phascogale pirata).

## Verbreitung
Pinselschwanzbeutler leben in Australien, sie kommen an mehreren Stellen des Landes verteilt vor, darunter das südwestliche Western Australia, den Norden des Kontinents, an der Ostküste und im südlichen Victoria.

## Beschreibung
Diese Tiere sind äußerlich mäuseähnlich mit Ausnahme des Schwanzes, der mit langen schwarzen Haaren bedeckt ist. Das Fell dieser Tiere ist an der Oberseite grau gefärbt, die Unterseite ist weißlich. Neben der Größe unterscheiden sich die Arten auch in der Färbung der Schwanzwurzel, die bei den größeren Arten grau, bei der kleineren Art rot gefärbt ist. Während die großen Pinselschwanzbeutler eine Kopfrumpflänge von 16 bis 26 Zentimetern und ein Gewicht von 110 bis 310 Gramm erreicht, ist der Kleine Pinselschwanzbeutler mit 9 bis 12 Zentimetern Kopfrumpflänge und 40 bis 70 Gramm Gewicht deutlich kleiner. Der Schwanz ist gleich lang oder etwas länger als der Körper.

## Lebensweise
Diese Tiere sind Waldbewohner, die sowohl in den feuchten Regenwälder Queenslands als auch in den trockenen Wäldern anderer Landesteile leben. Sie sind nachtaktiv und schlafen tagsüber in Nestern aus Blättern und Zweigen, die sie in Ästen oder selten auch auf dem Boden errichten. Während ihrer Aktivitätsphasen sind die langen Schwanzhaare aufgerichtet. Dieser Effekt soll vermutlich Räuber abschrecken oder vom Körper ablenken.

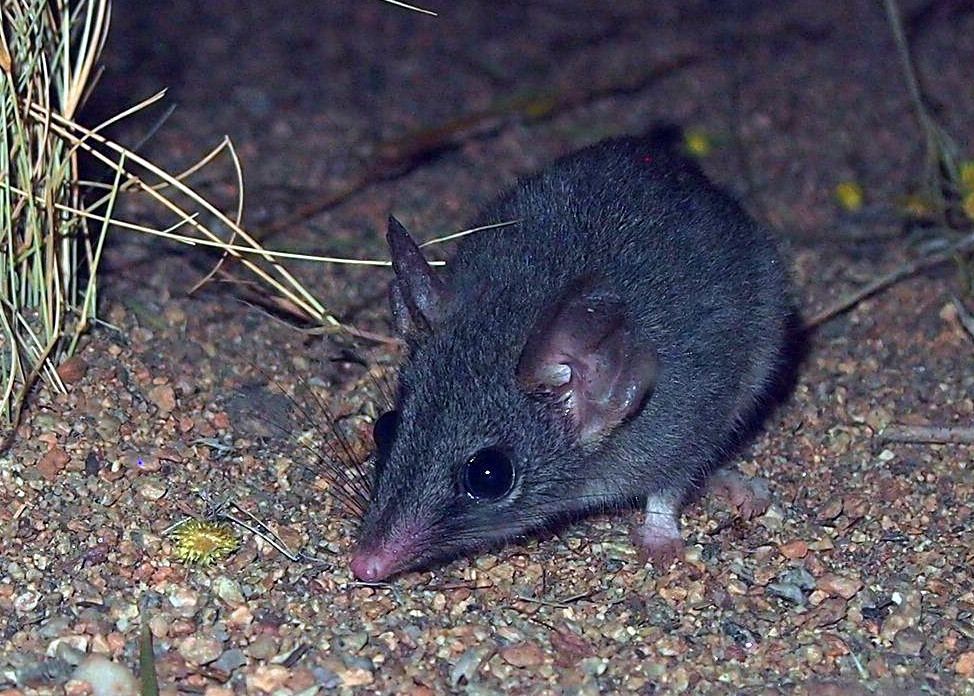
Kleiner Pinselschwanzbeutler

Pinselschwanzbeutler sind territoriale Tiere, die ihr Revier mit Urin oder Kot markieren. Die Reviere von Weibchen sind rund 40 Hektar groß, die von Männchen rund 100 Hektar. Während die Weibchen ein starkes Territorialverhalten haben und die Territorien sich nicht überlappen, können sich die Reviere der Männchen mit denen anderer Männchen oder auch mit denen von Weibchen überlappen.
Pinselschwanzbeutler sind Fleischfresser. Sie ernähren sich von kleinen Säugetieren, Vögeln, Reptilien, Insekten, Spinnen und anderen Wirbellosen, auch plündern sie manchmal Hühnerställe. Es gibt Berichte, wonach sie manchmal auch Nektar zu sich nehmen.

## Fortpflanzung
Die Initiative zur Paarung und auch die Wahl des Partners geht vom Weibchen aus. Dieses hat keinen richtigen Beutel, vor der Geburt entwickelt es aber Hautfalten um die acht Zitzen, die den Nachwuchs schützen sollen. Nach einer 30-tägigen Tragzeit kommen sieben bis acht Jungtiere zur Welt, die ihren ersten vierzig bis fünfzig Lebenstage an der Zitze angeklammert verbringen. Später lässt sie die Mutter während der Nahrungssuche in einem Nest zurück. Mit fünf Monaten werden sie entwöhnt und mit acht Monaten geschlechtsreif.
Männliche Tiere sterben fast durchwegs nach der Paarung, werden also kaum ein Jahr alt, Weibchen sterben meist in ihrem zweiten Lebensjahr, unter Umständen können sie einen zweiten Nachwuchs zur Welt bringen.

## Bedrohung
Die Populationen der drei Arten sind im Rückgang begriffen, die Hauptgründe dafür liegen in der Nachstellung durch eingeschleppte Räuber wie Katzen oder Füchse und durch die Umwandlung ihres Lebensraumes in Viehweiden. Der Kleine Pinselschwanzbeutler kommt heute nur mehr im südwestlichen Western Australia vor und gilt laut IUCN als bedroht, der Große Pinselschwanzbeutler ist noch weitverbreitet und gilt als gering gefährdet.